# مسابقات کاراته قهرمانی آسیا ۲۰۲۳
مسابقات کاراته قهرمانی آسیا ۲۰۲۳ نوزدهمین دوره مسابقات قهرمانی کاراته بزرگسالان آسیا بود و از ۳۱ تیر ۱۴۰۲ به مدت سه روز در مالاکا، مالزی برگزار شد. این رویداد در مرکز تجارت بین المللی مالاکا برگزار شد.

### مردان
| Event              | طلا | نقره | برنز |
| ------------------ | --- | --- | --- |
| Iکاتا انفرادی      | کاکرو نیشیاما · ژاپن                                                                                       | محمد بادر · کویت | پارک هی جون · کرهٔ جنوبی                                                                                     |
| Iکاتا انفرادی      | کاکرو نیشیاما · ژاپن                                                                                       | محمد بادر · کویت | ابوالفضل شهرجردی · ایران                                                                                    |
| کاتا تیمی          | ژاپن · کوجی آریموتو · موتور کازوماسا · ریوجی موتور                                                         | کویت · محمد الموسوی · سلمان الموسوی · محمد بدر                                                                                  | ویتنام · گینگ ویت انه · لو هونگ فوک · فام مین دوک · فام مین کوان                                            |
| کاتا تیمی          | ژاپن · کوجی آریموتو · موتور کازوماسا · ریوجی موتور                                                         | کویت · محمد الموسوی · سلمان الموسوی · محمد بدر                                                                                  | ایران · میلاد فرازمهر · ابوالفضل شهرجردی · علی زند                                                          |
| کومیته ۵۵- کیلوگرم | بهنام دهقان زاده · ایران                                                                                   | عمر شقره · اردن | پرم کومار سلوام · مالزی                                                                                     |
| کومیته ۵۵- کیلوگرم | بهنام دهقان زاده · ایران                                                                                   | عمر شقره · اردن | ژولامان بیگابیل · قزاقستان                                                                                  |
| کومیته ۶۰- کیلوگرم | قیصر آلپیسبای · قزاقستان                                                                                   | شی لیلی · چین | سواکون موکتهونگ · تایلند                                                                                    |
| کومیته ۶۰- کیلوگرم | قیصر آلپیسبای · قزاقستان                                                                                   | شی لیلی · چین | عبدالله حماد · اردن                                                                                         |
| کومیته ۶۷- کیلوگرم | عبدالرحمن المصاطفه · اردن                                                                                  | دیدار امیرعلی · قزاقستان | امیر مهدی‌زاده · ایران                                                                                       |
| کومیته ۶۷- کیلوگرم | عبدالرحمن المصاطفه · اردن                                                                                  | دیدار امیرعلی · قزاقستان | چنگ هوی پان · هنگ کنگ                                                                                       |
| کومیته ۷۵- کیلوگرم | نورکانات آژیکانوف · قزاقستان                                                                               | بهمن عسکری · ایران | سلطان الزهرانی · عربستان سعودی                                                                              |
| کومیته ۷۵- کیلوگرم | نورکانات آژیکانوف · قزاقستان                                                                               | بهمن عسکری · ایران | عمر العجنایی · کویت                                                                                         |
| کومیته ۸۴- کیلوگرم | محمد الجعفری · اردن                                                                                        | ریکیتو شیمادا · ژاپن | دانیار یولداشف · قزاقستان                                                                                   |
| کومیته ۸۴- کیلوگرم | محمد الجعفری · اردن                                                                                        | ریکیتو شیمادا · ژاپن | وو چون وی · تایوان                                                                                          |
| کومیته ۸۴+ کیلوگرم | طارق حامدی · عربستان سعودی                                                                                 | دایکی آندو · ژاپن | سجاد گنج‌زاده · ایران                                                                                        |
| کومیته ۸۴+ کیلوگرم | طارق حامدی · عربستان سعودی                                                                                 | دایکی آندو · ژاپن | ابیلی تولتای · قزاقستان                                                                                     |
| کومیته تیمی        | ایران · صالح اباذری · مهدی آشوری · سامان عدالتی · امیرحسین فداکار · مهدی خدابخشی · محمود نعمتی · مهدی شهگل | قزاقستان · دیاس اناربکوف · ابیلمنصور باتیرگالی · دمیر نوربرگن · نیکیتا تارناکین · دیاس اولبک · نورنیاز یلداشوف · دانیار یولداشف | کویت · عمر العجنایی · فهد العجمی · احمد المسفر · محمد المجادی · سلطان المطیری · یوسف محمد · عبدالعزیز شعبان |
| کومیته تیمی        | ایران · صالح اباذری · مهدی آشوری · سامان عدالتی · امیرحسین فداکار · مهدی خدابخشی · محمود نعمتی · مهدی شهگل | قزاقستان · دیاس اناربکوف · ابیلمنصور باتیرگالی · دمیر نوربرگن · نیکیتا تارناکین · دیاس اولبک · نورنیاز یلداشوف · دانیار یولداشف | اردن · محمد الجعفری · عبدالرحمن المصاطفه · عفیف غیث · عبدالله حماد · حسن مساروه · احمد شدید · عمر شقره      |

### زنان
| Event              | طلا                                                                       | نقره                                                                      | برنز                                                              |
| ------------------ | ------------------------------------------------------------------------- | ------------------------------------------------------------------------- | ----------------------------------------------------------------- |
| کاتا انفرادی       | گریس لاو · هنگ کنگ                                                        | کیو شیمیزو · ژاپن                                                         | لیا کوشکربایوا · قزاقستان                                         |
| کاتا انفرادی       | گریس لاو · هنگ کنگ                                                        | کیو شیمیزو · ژاپن                                                         | فاطمه صادقی · ایران                                               |
| کاتا تیمی          | ژاپن · سائوری ایشیباشی · چیهو میزوکامی · سائه تایرا                       | ویتنام · لی ثی خان لی · لو تی تو اوین · تراموا نگوین نگوک · نگوین تی فونگ | مالزی · نسی نلی اووافرا · آن رابرث دوست داشتنی · نیاتالیا شراوینی |
| کاتا تیمی          | ژاپن · سائوری ایشیباشی · چیهو میزوکامی · سائه تایرا                       | ویتنام · لی ثی خان لی · لو تی تو اوین · تراموا نگوین نگوک · نگوین تی فونگ | اندونزی · مغفیره صیام‌صول علم · نادیا بهارالدین · نورریزکا فوزیه   |
| کومیته ۵۰- کیلوگرم | تسانگ یی تینگ · هنگ کنگ                                                   | مولدیر ژانگبیربای · قزاقستان                                              | حوراء العجمی · امارات متحدهٔ عربی                                  |
| کومیته ۵۰- کیلوگرم | تسانگ یی تینگ · هنگ کنگ                                                   | مولدیر ژانگبیربای · قزاقستان                                              | سارا بهمنیار · ایران                                              |
| کومیته ۵۵- کیلوگرم | کو تسوئی پینگ · تایوان                                                    | گلمیرا اوسنوا · قزاقستان                                                  | فاطمه سعادتی · ایران                                              |
| کومیته ۵۵- کیلوگرم | کو تسوئی پینگ · تایوان                                                    | گلمیرا اوسنوا · قزاقستان                                                  | رینا کودو · ژاپن                                                  |
| کومیته ۶۱- کیلوگرم | آتوسا گلشادنژاد · ایران                                                   | سارا العامری · امارات متحدهٔ عربی                                          | زکیه عدنان · مالزی                                                |
| کومیته ۶۱- کیلوگرم | آتوسا گلشادنژاد · ایران                                                   | سارا العامری · امارات متحدهٔ عربی                                          | گونگ لی · چین                                                     |
| کومیته ۶۸- کیلوگرم | کیکو گئورگی زفنیه · اندونزی                                               | لی کیائوکیائو · چین                                                       | کانا ناگای · ژاپن                                                 |
| کومیته ۶۸- کیلوگرم | کیکو گئورگی زفنیه · اندونزی                                               | لی کیائوکیائو · چین                                                       | جود الدروس · اردن                                                 |
| کومیته ۶۸+ کیلوگرم | صوفیا برولتسوا · قزاقستان                                                 | و تهی نگوک می · ویتنام                                                    | یو یان یی · تایوان                                                |
| کومیته ۶۸+ کیلوگرم | صوفیا برولتسوا · قزاقستان                                                 | و تهی نگوک می · ویتنام                                                    | دسینتا راکونی بانورا · اندونزی                                    |
| کومیته تیمی        | ویتنام · دین تی هونگ · هوانگ تهی می تم · نگویان ث نگوان · وانگ تی نگوک من | ایران · لیلا برجعلی · آتوسا گلشادنژاد · مبینا حیدری · مبینا کاویانی       | چین · دینگ جیامئی · گونگ لی · لی کیائوکیائو · زو چیچی             |
| کومیته تیمی        | ویتنام · دین تی هونگ · هوانگ تهی می تم · نگویان ث نگوان · وانگ تی نگوک من | ایران · لیلا برجعلی · آتوسا گلشادنژاد · مبینا حیدری · مبینا کاویانی       | تایوان · چائو جو · چن تزو یون · کو تسوئی پینگ · یو یان-یی         |

| رتبه            | کشور              | طلا | نقره | برنز | مجموع |
| --------------- | ----------------- | --- | ---- | ---- | ----- |
| ۱               | قزاقستان          | ۳   | ۴    | ۴    | ۱۱    |
| ۲               | ژاپن              | ۳   | ۳    | ۲    | ۸     |
| ۳               | ایران             | ۳   | ۲    | ۷    | ۱۲    |
| ۴               | اردن              | ۲   | ۱    | ۳    | ۶     |
| ۵               | هنگ کنگ           | ۲   | ۰    | ۱    | ۳     |
| ۶               | ویتنام            | ۱   | ۲    | ۱    | ۴     |
| ۷               | تایوان            | ۱   | ۰    | ۳    | ۴     |
| ۸               | اندونزی           | ۱   | ۰    | ۲    | ۳     |
| ۹               | عربستان سعودی     | ۱   | ۰    | ۱    | ۲     |
| ۱۰              | چین               | ۰   | ۲    | ۲    | ۴     |
| ۱۰              | کویت              | ۰   | ۲    | ۲    | ۴     |
| ۱۲              | امارات متحدهٔ عربی | ۰   | ۱    | ۱    | ۲     |
| ۱۳              | مالزی             | ۰   | ۰    | ۳    | ۳     |
| ۱۴              | تایلند            | ۰   | ۰    | ۱    | ۱     |
| ۱۴              | کرهٔ جنوبی         | ۰   | ۰    | ۱    | ۱     |
| مجموع (۱۵ کشور) | مجموع (۱۵ کشور)   | ۱۷  | ۱۷   | ۳۴   | ۶۸    |

1. ↑  "2023 Asian Karate Championships". World Karate Federation. Retrieved 18 May 2023.
2. ↑  "AKF Online Registration: The 10th East Asian Karate Federation Championship 2023". www.sportdata.org.
3. ↑  «اعلام‌ مکان و زمان برگزاری مسابقات کاراته قهرمانی آسیا ۲۰۲۳». خبرگزاری تسنیم. ۱ اسفند ۱۴۰۱.